# Onthophagus maya
Onthophagus maya är en skalbaggsart som beskrevs av Mario Zunino 1981. Onthophagus maya ingår i släktet Onthophagus och familjen bladhorningar. Inga underarter finns listade i Catalogue of Life.